# Zdeněk Renc
Zdeněk Renc (* 23. dubna 1947 Rakovník) je český politik, v letech 2010 až 2014 zastupitel města Rakovník, od února do září 2013 místopředseda Věcí veřejných, od února do dubna 2015 místopředseda strany Republika, poté člen strany Soukromníci.

## Život
V letech 1965 až 1968 studoval oční optiku v Praze a v Brně. V srpnu 1968 odjel na studijní cestu do tehdejší SRN. Když v ČSSR nastala okupace, rozhodl se emigrovat. Začal nový život ve Frankfurtu nad Mohanem. Založil a tiskl první exilové noviny Frankfurtský kurýr, stál u zrodu exilového klubu Cesty 68, pořádal diskusní večery, semináře, kulturní večery a československé reprezentační plesy ve Frankfurtu. Úzce spolupracoval s rádiem Svobodná Evropa v Mnichově.
Vybudoval exilové nakladatelství, kterého byl spolumajitelem. Vydával veškerou exilovou literaturu a distribuoval ji do celého světa, včetně ČSSR. Byl v kontaktu se všemi spisovateli a umělci. Za tuto práci ho v ČSSR tehdejší režim odsoudil v nepřítomnosti k 8 letům vězení za rozvracení republiky.
V roce 1980 ukončil v Německu studium optometrie na Vysoké školy optické (získal titul „diplomovaný oční optik a optometrista“) a založil svou firmu Renc Optik GmbH. Po sametové revoluci v roce 1994 založil první pobočky své firmy v České republice a v roce 2000 se natrvalo přestěhoval zpět do vlasti.
Zdeněk Renc je rozvedený a má dvě děti.

## Politické působení
Do politiky vstoupil na konci 90. let 20. století, kdy se stal členem nově vzniklé Unie svobody (předsedal její buňce v Rakovníku i v celém Středočeském kraji). Za US-DEU kandidoval dvakrát neúspěšně do Zastupitelstva města Rakovníku. Poprvé v komunálních volbách v roce 2002 v rámci Koalice KDU-ČSL, ODA, US-DEU, podruhé v komunálních volbách v roce 2006 v rámci hnutí My pro Rakovník.
V roce 2008 kandidoval také v obvodu č. 6 – Louny ve volbách do Senátu jako člen US-DEU v rámci hnutí Středočeši, které tvořila US-DEU, KAN a SOS. Se ziskem 2,08 % hlasů však skončil na devátém místě a nepostoupil ani do druhého kola.
V roce 2010 ukončil činnost v US-DEU a vstoupil do strany Věci veřejné. V komunálních volbách v roce 2010 pak úspěšně kandidoval za Věci veřejné v rámci Sdružení pro Rakovník s podporou Věcí veřejných a stal se zastupitelem města Rakovník. Ve volbách v roce 2014 však mandát zastupitele neobhájil (z pozice člena strany Republika byl lídrem kandidátky subjektu Republika pro Rakovník).
Na volební konferenci Věcí veřejných v Praze v únoru 2013 byl zvolen místopředsedou strany. Dne 3. září 2013 rezignoval na post místopředsedy Věcí veřejných na protest proti rozhodnutí o spolupráci strany s hnutím Úsvit přímé demokracie senátora Tomia Okamury ve volbách do Poslanecké sněmovny PČR v říjnu 2013. Později z Věcí veřejných vystoupil.
Ve volbách do Evropského parlamentu v roce 2014 kandidoval na 9. místě kandidátky strany Republika, ale neuspěl. V únoru 2015 byl na II. celostátní konferenci strany Republika zvolen jejím řadovým místopředsedou. Strana se však v dubnu 2015 dostala do insolvence a Renc později vstoupil do Strany soukromníků České republiky. Ve volbách do Evropského parlamentu v květnu 2019 kandidoval jako člen Soukromníků na 14. místě kandidátky subjektu s názvem „Strana soukromníků České republiky a NEZÁVISLÍ s podporou Občanské demokratické aliance a profesních společenstev“, ale nebyl zvolen.